# Яблониця Руська
Яблониця Руська (пол. Jabłonica Ruska) — село в Польщі в гміні Дидня Березівського повіту в Підкарпатському воєводстві. Село розміщене на правому березі Сяну. Населення — 2 особи(2020).

## Назва
У 1977-1981 рр. в ході кампанії ліквідації українських назв село називалося Яблоніца (пол. Jabłonica).

## Історія
Село вперше згадується 1373 щодо надання Перемиславу з Яблониці (Руської) села Улюч князем Владиславом Опольчиком. У 1430—1447 роках село належало Малгожаті Дидинській, вдові Миколи. Після неї село отримали сини Павло і Микола, які користувалися печаткою з гербом Ґоздава. Крім Яблониці вони володіли сусідніми селами Кремінна, Темешів і Фалеївка. В 1489 році три сини Ельжбети Дидинської поділили маєток наступним чином: Ян отримав села Фалеївка, Яблінка і половина Видрної, а Зигмунт і Станіслав стали власниками Дидні, Кремінної, Темешова, Яблониці Руської та іншої половини Видрної.
На 01.01.1939 у селі було 760 жителів (720 українців-грекокатоликів, 15 українців-римокатоликів, 10 поляків і 15 євреїв). Село належало до ґміни Дидня Березівського повіту Львівського воєводства.
У середині вересня 1939 року німці ввійшли в село, однак вже 26 вересня 1939 року змушені були відступити, оскільки за пактом Ріббентропа-Молотова правобережжя Сяну належало до радянської зони впливу. 27.11.1939 постановою Верховної Ради УРСР правобережна частина Березівського повіту в ході утворення Дрогобицької області включена до Добромильського повіту. 17 січня 1940 року село включене до новоутвореного Бірчанського району Дрогобицької області. В червні 1941, з початком Радянсько-німецької війни, територія знову була окупована німцями. В липні 1944 року радянські війська заволоділи цією територією і розпочали примусову мобілізацію. В березні 1945 року, в рамках підготовки до підписання Радянсько-польського договору про державний кордон зі складу Дрогобицької області правобережжя Сяну включно з Яблоницею Руською було передане до складу Польщі, корінне українське населення піддане етноциду — примусово-добровільно вивозили в СРСР, а на їх місце заселяли поляків. Згодом, у період між 1945 і 1947 роками, в цьому районі тривала боротьба між підрозділами УПА та радянським військами. 1947 року між 28 квітня і 10 травня під час Операції Вісла решта українців (268 осіб) депортована на понімецькі землі Польщі.
У 1975-1998 роках село належало до Кросненського воєводства.

## Демографія
Демографічна структура станом на 31 березня 2011 року:
|          | Загалом | Допрацездатний вік | Працездатний вік | Постпрацездатний вік |
| -------- | ------- | ------------------ | ---------------- | -------------------- |
| Чоловіки | 4       | 0                  | 4                | 0                    |
| Жінки    | 2       | 0                  | 1                | 1                    |
| Разом    | 6       | 0                  | 5                | 1                    |

## Церква
У селі були дерев'яна церква св. Безср. Косми і Даміяна, збудована в 1691 р. У 1947 р. зруйнована поляками. Церква була парохіяльною, до парохії з 1928 р. також належало с. Кремінна. До 1930 р. парохія входила до Бірчанського деканату Перемишльської єпархії, у 1934-1947 рр. — до Динівського деканату Апостольської адміністрації Лемківщини).